# ألبرت ميلر
ألبرت ميلر (بالإنجليزية: Albert Miller) هو منافس ألعاب قوى فيجي، ولد في 12 ديسمبر 1957.

## وصلات خارجية
- ألبرت ميلر على موقع الاتحاد الدولي لألعاب القوى (الإنجليزية)
- ألبرت ميلر على موقع أوليمبيديا (الإنجليزية)